# Selogiri (ort i Indonesien)
Selogiri är en ort i Indonesien.   Den ligger i provinsen Jawa Tengah, i den västra delen av landet, 500 km öster om huvudstaden Jakarta. Selogiri ligger 117 meter över havet och antalet invånare är 30 180.
Terrängen runt Selogiri är platt åt nordost, men åt sydväst är den kuperad.Runt Selogiri är det ganska tätbefolkat, med 172 invånare per kvadratkilometer. Det finns inga andra samhällen i närheten. I omgivningarna runt Selogiri växer huvudsakligen savannskog.